# Феліпе Тапія
Феліпе Тапія (ісп. Felipe Tapia, 25 квітня 1995) — чилійський плавець.
Учасник Олімпійських Ігор 2016 року.